# Jancsi belépője
Jancsi belépője a János vitéz c. daljáték egyik betétdala. Zenéjét Kacsóh Pongrác, a dal szövegét Heltai Jenő írta. A daljáték Petőfi Sándor János vitéz c. elbeszélő költeményének megzenésítése.

## Kotta és dallam
| 1.Én, a pásztorok királya legeltetem nyájam. Nem törődöm az idővel a szívemben nyár van. Szerelemnek forró tüze égeti a lelkem, Amióta azt a kislányt egyszer megöleltem. Be-be járok a faluba édes Iluskámhoz, Az én nevem, az én nevem Kukorica, Kukorica János!3. Hat ökör se vissz el tőle, össze nőttem véle, Idd adhatná fél országát király ő felsége! Kinálhatna püspökséggel a római pápa csalogathat csalfa csókkal cifra uri dráma. Oda nőttem Iluskámhoz mint levél a fához, Az én nevem, az én nevem Kukoricza, Kukoricza János! | 2.Kukorica közt találtak, ott szedtek fel engem. A nevem is - hej - parasztos, de én nem szégyellem. A juhásznak épp elég ez, úri, cifrább nem kell! Ragaszkodom a nevemhez igaz szeretettel! Becsületes jó magyar név, nem hímez, nem hámoz, Az én nevem, az én nevem Kukorica, Kukorica János! |

## Felvételek
- Kacsóh Pongrác–Heltai Jenő:  János vitéz: Jancsi belépője. Bot Gábor  YouTube. Szolnok, Szigligeti Színház (2010. október 15.)  (Hozzáférés: 2017. május 28.) (videó)
- Kacsóh Pongrác–Heltai Jenő:  János vitéz: Jancsi belépője. Sárdy János  YouTube (2010. június 11.)  (Hozzáférés: 2017. május 28.) (audió)
- Kacsóh Pongrác–Heltai Jenő:  János vitéz: Jancsi belépője. Balogh Gábor  YouTube. Komárom, Magyar Lovas Színház (2013. április 25.)  (Hozzáférés: 2017. május 28.) (videó)
- Kacsóh Pongrác–Heltai Jenő:  János vitéz: Jancsi belépője. Györgyfi József  YouTube (2014. március 14.)  (Hozzáférés: 2017. május 28.) (audió)